# Philippe Duc
Philippe Duc (* um 1550 in Flandern; † nach 1586) war ein franko-flämischer Komponist der Renaissance.

## Leben und Wirken
Das Geburtsdatum und der Geburtsort von Philippe Duc konnten von der musikhistorischen Forschung bisher nicht ermittelt werden. Auch über seine frühe Zeit und seine Ausbildung sind keine Informationen überliefert worden. Er verbrachte die meiste Zeit seines Lebens in Italien, aber es ist nicht bekannt, wann er dort ankam. Man nimmt an, dass er zumindest eine gewisse Zeit in Padua gelebt hat, weil sein erstes Buch mit vierstimmigen Madrigalen im Jahr 1570 den hier lebenden flämischen Studenten gewidmet hat. In dieser Veröffentlichung findet er warme Worte für sie und für die Stadt Padua. Der Komponist hatte offenbar auch gute Verbindungen zum Haus Habsburg, weil zehn seiner Motetten in den ersten vier Bänden der Anthologie Novi thesauri musici enthalten sind, einer Sammlung, die von Pietro Joanelli 1568 herausgegeben worden war und die Kaiser Maximilian II. gewidmet war. Die Aufzeichnungen der kaiserlichen Kapelle vermerken außerdem, dass Philippe Duc im Jahr 1577 für die Komposition von zwei Messen zu Ehren von Kaiser Maximilian ein Honorar von 25 Gulden ausbezahlt bekam. Sein Madrigalbuch von 1586 hat er Johann Jakob und Karl Kisl in Graz gewidmet; diese waren die Söhne des Schatzmeister des österreichischen Erzherzogs Karl. Darüber hinaus befinden sich die Niederschriften einiger seiner geistlichen Werke unter den Manuskripten in österreichischen Archiven. Nach dem Jahr 1586 verliert sich die Spur des Komponisten; wann und wo er verstorben ist, ist bis heute unbekannt.

## Bedeutung
Die geistlichen Werke von Philippe Duc, die hauptsächlich im Zusammenhang mit dem habsburgischen Hof überliefert sind, orientieren sich im Wesentlichen an der franko-flämischen Tradition seiner Zeit in der Nachfolge von Jacobus Clemens non Papa; eine eingehendere Untersuchung seitens der Musikwissenschaft muss erst noch erfolgen. Sein weltliches Schaffen hingegen ist durch die drei überlieferten Individualdrucke relativ gut bekannt. Hier finden sich bevorzugt jene „leichten“ Elemente, wie sie für das studentische Milieu typisch sind; darüber hinaus ist auch eine Tendenz zur Parodie erkennbar. Solches ist in dem Bacchus-Hymnus „Sequamini et socij“ enthalten, der auch eine Mischung verschiedener Sprachen zeigt. Ein weiteres Beispiel ist die Serenata „L’aria s’oscura“, welche Straßengesänge zitiert und durch die schnelle Deklamation von Stimmen einen pseudo-dramatischen Effekt erzielt; hier ist die Nähe zum Stil von Alessandro Striggio dem Älteren und Orazio Vecchi eindeutig festzustellen. Sein Zyklus „Le vergini“ mit Sonetten, Madrigalen und einer Canzone gehört zum Typ des geistlichen Madrigals. Der Schlussteil von „Vergine non poss’io“ ist insofern bemerkenswert, als hier eine Art Cantus firmus mit strukturbildender Funktion eingesetzt wird.

## Werke
- Geistliche Vokalwerke
  - „Assumens Jesus“ zu vier Stimmen, in Novi thesauri musici liber I, 1568
  - „Domine ne longe facias“ zu vier Stimmen, in Novi atque catholici thesauri musici liber II, 1568
  - „Exaudi Domine deprecationem“ zu fünf Stimmen, in Novi atque catholici thesauri musici liber II, 1568
  - „Beatus Benedictus abbas“ zu fünf Stimmen
  - „Dilexit Andream“ zu fünf Stimmen
  - „Domine Dominus noster“ zu sechs Stimmen
  - „Domine ostende nobis“ zu vier Stimmen, in Novi atque catholici thesauri musici liber III, 1568
  - „Euge serve bone“ zu fünf Stimmen
  - „Veni sponsa Christi“ zu fünf Stimmen
  - „Vos estis sal terrae“ zu fünf Stimmen, in Novi atque catholici thesauri musici liber IV, 1568
  - Missa supra „Io son ferito“ zu fünf Stimmen
- Weltliche Vokalwerke
  - „Il primo libro de madrigali a 4 voci con una serenata et un dialogo a 8 nel fine“, 1570
  - „Le vergini […] libro primo a 6 voci con un dialogo a 8“, 1574
  - „Il primo libro de madrigali a 5 e 6 voci“, 1586
  - „Dite signori miei“ zu acht Stimmen, in Tertius gemmae musicalis liber […], Nürnberg 1590
  - „Sacre muse beate“ zu acht Stimmen, in Tertius gemmae musicalis liber […], Nürnberg 1590